# Eucereon peruviana
Eucereon peruviana är en fjärilsart som beskrevs av William Schaus 1892. Eucereon peruviana ingår i släktet Eucereon och familjen björnspinnare. Inga underarter finns listade i Catalogue of Life.